# Gabriel Veron
Gabriel Veron Fonseca de Souza (Assú, 3 de setembro de 2002) é um futebolista brasileiro que atua como ponta-esquerda. Atualmente, joga pelo Juventude, emprestado pelo Porto.

## Carreira

### Início
Filho de um vaqueiro, nascido em Assú, Rio Grande do Norte, Gabriel Veron começou aos 8 anos encantando com seus dribles, e aos 13 resolveu se aventurar no campo.
A vida de Gabriel Veron começou a mudar de fato quando o empresário João Quebra Osso, presidente do Santa Cruz de Natal recebeu um convite para observar uma peneira em Ipanguaçu, cidade vizinha a Assú. Eram cerca de 300 meninos sonhando com uma chance em um clube profissional em Natal. Veron se destacou na peneira e Quebra Osso, então, o levou para os alojamentos da churrascaria que ele tinha em Natal. O menino ficaria morando ali enquanto treinasse na base do Santa Cruz.

### Palmeiras

#### Base
Chegou no Palmeiras em 2017, para jogar na categoria sub-15. No ano seguinte já ajudava nas categorias sub-20 e sub-17, onde foi inclusive bicampeão mundial. Suas boas aparições renderam um lugar na Seleção Brasileira Sub-17. Após disputar a Copa do Mundo Sub-17 de 2019, onde foi campeão e ganhou o prêmio de melhor jogador.

#### Profissional
No dia 25 de novembro de 2019, Veron foi promovido ao time principal do Palmeiras, estreando em 28 de novembro de 2019, na derrota por 1 a 0 para o Fluminense. Marcou seus primeiros gols pelo Verdão em 5 de dezembro de 2019, onde fez 2 gols e deu 1 assistência na goleada sobre o Goiás por 5 a 1, se tornando o segundo mais jovem a marcar pelo clube.

### Porto

#### 2022-23
Em 22 de julho de 2022, Veron foi anunciado como novo reforço do Porto, de Portugal. Ele assinou um contrato válido até 2027, e recebeu a camisa sete. O custo da transferência não foi divulgado, mas a imprensa brasileira noticiou que os valores giraram por volta de dez milhões de euros (55,4 milhões de reais, na época).
Após dois meses de clube, Gabriel Veron com então 14 jogos, um golo e uma assistência na temporada de estreia pelo Porto, de acordo com uma nota publicada no site oficial dos Dragões contraiu uma mialgia de esforço na coxa direita. No primeiro trimestre de 2023, Gabriel Veron sofreu uma entorse no tornozelo direito.
Em sua primeira temporada pelo Porto, Verón sofreu com lesões assim terminou a época com 26 jogos, um gol e quatro assistências.

#### 2023-24
A temporada 2023-24, não começou boa para Verón que sofreu uma lesão muscular nas férias no Brasil e na pré-temporada do time, sofreu outra lesão muscular, no adutor da coxa esquerda, daí não teve oportunidades no time principal. Seu único jogo foi um jogo pelo time B, na Segunda Divisão de Portugal. Assim foi negociado, por empréstimo.

### Cruzeiro
Em 22 de dezembro de 2023, o Cruzeiro oficializou a contratação de Gabriel Veron, visando a temporada de 2024. Ele firmou um contrato por empréstimo válido por uma temporada, e direitos econômicos fixados. Marcou seu primeiro gol com a camisa do Cruzeiro no dia 23 de junho de 2024, em partida do Campeonato Brasileiro, contra o Bahia.
Com a camisa celeste, ele disputou 37 jogos, marcou seis gols e deu duas assistências. Ele fechou o ano como titular da equipe comandada pelo técnico Fernando Diniz. Em dezembro, o Cruzeiro decidiu que não iria exercer a opção de compra do jogador.

### Santos
Em janeiro de 2025, o Santos acertou a contratação de Gabriel Veron. O atacante foi emprestado ao Peixe até o final da temporada. Em junho do mesmo ano, o Santos rescindiu o empréstimo. A decisão foi tomada após casos de indisciplina.

### Juventude
Em 16 de julho de 2025, o Juventude anunciou a contratação de Gabriel Veron. O jogador chega com contrato de empréstimo até o final da temporada.

## Seleção Brasileira
Convocado para a Seleção Brasileira Sub-17 desde 2018, Veron disputou o Sul-Americano Sub-17 de 2019, mas, ganhou destaque na Copa do Mundo FIFA Sub-17 de 2019, onde além do título, foi eleito o Melhor Jogador do Mundial.
No dia 6 de outubro de 2020, André Jardine convocou Veron para um período de treinos com a Seleção Brasileira Sub-20.

## Estatísticas
Atualizadas até 30 de outubro de 2024.[carece de fontes?]
| Clube             | Temporada         | Campeonato Nacional | Campeonato Nacional | Campeonato Nacional | Campeonato Nacional | Taça Nacional | Taça Nacional | Taça Nacional | Taça da Liga | Taça da Liga | Taça da Liga | Competições Continentais | Competições Continentais | Competições Continentais | Outros | Outros | Outros  | Total | Total | Total   |
| Clube             | Temporada         | Liga                | Jogos               | Golos               | Assist.             | Jogos         | Golos         | Assist.       | Jogos        | Golos        | Assist.      | Jogos                    | Golos                    | Assist.                  | Jogos  | Golos  | Assist. | Jogos | Golos | Assist. |
| ----------------- | ----------------- | ------------------- | ------------------- | ------------------- | ------------------- | ------------- | ------------- | ------------- | ------------ | ------------ | ------------ | ------------------------ | ------------------------ | ------------------------ | ------ | ------ | ------- | ----- | ----- | ------- |
| Palmeiras         | 2019              | Série A             | 3                   | 2                   | 1                   | 0             | 0             | 0             | —            | —            | —            | 0                        | 0                        | 0                        | 0      | 0      | 0       | 3     | 2     | 1       |
| Palmeiras         | 2020              | Série A             | 20                  | 4                   | 2                   | 4             | 2             | 1             | —            | —            | —            | 7                        | 3                        | 1                        | 6      | 0      | 1       | 37    | 9     | 5       |
| Palmeiras         | 2021              | Série A             | 14                  | 1                   | 1                   | 0             | 0             | 0             | —            | —            | —            | 4                        | 0                        | 1                        | 2      | 0      | 0       | 20    | 1     | 2       |
| Palmeiras         | 2022              | Série A             | 12                  | 1                   | 3                   | 3             | 0             | 1             | —            | —            | —            | 5                        | 1                        | 1                        | 15     | 0      | 1       | 35    | 2     | 6       |
| Palmeiras         | Total             | Total               | 49                  | 8                   | 7                   | 7             | 2             | 2             | —            | —            | —            | 16                       | 4                        | 3                        | 23     | 0      | 2       | 95    | 14    | 14      |
| Porto             | 2022–23           | Primeira Liga       | 17                  | 0                   | 3                   | 3             | 1             | 1             | 2            | 0            | 1            | 3                        | 0                        | 0                        | 1      | 0      | 0       | 26    | 1     | 5       |
| Porto             | Total             | Total               | 17                  | 0                   | 3                   | 3             | 1             | 1             | 2            | 0            | 1            | 3                        | 0                        | 0                        | 1      | 0      | 0       | 26    | 1     | 5       |
| Porto B           | 2022–23           | Segunda Liga        | 1                   | 0                   | 0                   | —             | —             | —             | —            | —            | —            | —                        | —                        | —                        | —      | —      | —       | 1     | 0     | 0       |
| Porto B           | 2023-24           | Segunda Liga        | 1                   | 0                   | 0                   | —             | —             | —             | —            | —            | —            | —                        | —                        | —                        | —      | —      | —       | 1     | 0     | 0       |
| Porto B           | Total             | Total               | 2                   | 0                   | 0                   | —             | —             | —             | —            | —            | —            | —                        | —                        | —                        | —      | —      | —       | 2     | 0     | 0       |
| Cruzeiro          | 2024              | Série A             | 22                  | 5                   | 1                   | —             | —             | —             | —            | —            | —            | 9                        | 0                        | 0                        | —      | —      | —       | 31    | 5     | 1       |
| Cruzeiro          | Total             | Total               | 22                  | 5                   | 1                   | —             | —             | —             | —            | —            | —            | 9                        | 0                        | 0                        | —      | —      | —       | 31    | 5     | 1       |
| Total de Carreira | Total de Carreira | Total de Carreira   | 90                  | 13                  | 11                  | 10            | 3             | 3             | 2            | 0            | 1            | 28                       | 4                        | 3                        | 24     | 0      | 1       | 154   | 20    | 20      |

## Títulos
Palmeiras

#### Categorias de base
- Campeonato Paulista Sub-17: 2018[28]
- Mundial de Clubes Sub-17: 2018[29] e 2019[30]
- Copa do Brasil Sub-17: 2019[31]
- Supercopa do Brasil Sub-17: 2019[32]
- Campeonato Paulista Sub-20: 2019[33]
- Copa do Brasil Sub-20: 2019[34]

#### Profissional
- Florida Cup: 2020[35] (amistoso)
- Campeonato Paulista: 2020[36] e 2022[37]
- Copa Libertadores da América: 2020[38] e 2021[39]
- Copa do Brasil: 2020[40]
- Recopa Sul-Americana: 2022[41]
- Campeonato Brasileiro: 2022[42]

Porto
- Supertaça Cândido de Oliveira: 2022[43]
- Taça da Liga: 2022-23[44]
- Taça de Portugal: 2022‐23[45]

Seleção Brasileira
- Copa do Mundo FIFA Sub-17: 2019[46]

## Prêmios individuais
- Bola de Ouro da Copa do Mundo FIFA Sub-17 de 2019[47]
- GOAL NXGN: 2020 (33º)[48] e 2021 (12º lugar)[49]

## Marcas
- Segundo jogador mais jovem a marcar pelo Palmeiras (17 anos, 3 meses e 2 dias).[50]